# كيني ماين
كيني ماين (بالإنجليزية: Kenny Mayne)‏ هو لاعب كرة قدم أمريكية ومعلق رياضي أمريكي، ولد في 1 سبتمبر 1959 في كينت في الولايات المتحدة.

## وصلات خارجية
- الموقع الرسمي
- كيني ماين على موقع IMDb (الإنجليزية)